# Palm Swings
Pour plus de détails, voir Fiche technique et Distribution.
Palm Swings est un film américain réalisé et coproduit par Sean Hoessli, sorti en 2017.

## Synopsis
Un jeune couple nouvellement marié peut vraiment mettre son amour à l'épreuve quand ils déménagent à Palm Springs et réalisent que leurs voisins sont échangistes.

## Fiche technique
- Titre : Palm Swings
- Réalisation : Sean Hoessli
- Scénario : Amanda Lockhart
- Montage : Jason Sikora
- Directeur de la photographie : Kristin Fieldhouse
- Musique : Alf Alpha, Alex Kovacs
- Producteur : Sean Hoessli, Steve Carson et Randy Wayne
- Coproducteur : Lindie Kuzmich
- Producteur associé : J.D. Beaufils, Jessica Bennett, Levvy Carriker et Juli Ragsdale
- Producteur exécutif : Thyme Lewis, Andre Relis et Richard Kip Serafin
- Sociétés de production : Code Blue Pictures
- Sociétés de distribution :
- Pays d'origine :  États-Unis
- Langue originale : anglais
- Lieu de tournage : Palm Springs, Californie, États-Unis
- Format : couleur
- Genre : Comédie dramatique, romance
- Durée : 95 minutes
- Dates de sortie :
  -  Suède : 18 septembre 2017 (DVD première)
  -  États-Unis : 3 octobre 2017
  -  Corée du Sud : 21 décembre 2017
  -  Allemagne : 5 juillet 2017

## Distribution
- Tia Carrere : Ms. Cherry Bomb
- Sugar Lyn Beard : Allison Hughes
- Diane Farr : Claire
- Jason Lewis : Lance
- Madison McKinley : Rachel
- Danny Pardo (en) : Michael Griffith
- Antonimar Murphy : Jennifer
- Jackson Davis (en) : Mark Hughes
- Gentry White : Derek
- Brian Dare : Josh
- Trish Cook : Renee
- Jennifer Bond : Amy
- Chaka Forman : Jim
- Seth Michaels : Thatcher
- David Stanford : Walter